# Gualtiero I de Grenier
Gualtiero I de Grenier o di Cesarea (... – 1154) fu Signore di Cesarea nel Regno di Gerusalemme.
(Guglielmo di Tiro)
Fratello gemello di Eustachio II, Signe di Sidone, succedette a suo padre Eustachio, morto nel 1123.

## Biografia
Sua madre Emelota si risposò con Ugo II du Puiset, che fu sospettato di "eccessiva familiarità" nella sua relazione con la regina Melisenda, della quale era cugino. Gualtiero fu indotto dal marito di Melisenda, re Folco, ad accusare il suo patrigno di tradimento dinanzi l'Haute Cour. Ugo respinse l'accusa e fu decretato che la disputa fosse risolta con un combattimento giudiziario, ma Ugo non si fece vedere il giorno stabilito; si alleò, invece, con la guarnigione musulmana di Ascalona e guidò una ribellione contro Folco, venendo più tardi condannato all'esilio.
Nel 1148 Gualtiero era presente al Concilio di Acri, dove la nobiltà di Gerusalemme incontrò Luigi VII di Francia, Corrado III di Germania e di altri magnati europei arrivati con la Seconda crociata. Gualtiero sposò una donna di nome Giuliana; gli succedette suo figlio Ugo come signore di Cesarea.